# Casearia javitensis
Casearia javitensis Kunth – gatunek rośliny z rodziny wierzbowatych (Salicaceae Mirb.). Występuje naturalnie w Ameryce Południowej. 

## Rozmieszczenie geograficzne
Rośnie naturalnie w Ameryce Południowej. Występuje w Kolumbii, Wenezueli, Gujanie, Surinamie, Gujanie Francuskiej, Ekwadorze, Peru, Boliwii oraz Brazylii. W Brazylii został zaobserwowany w stanach Acre, Amazonas, Amapá, Pará, Rondônia, Roraima, Tocantins, Alagoas, Bahia, Ceará, Maranhão, Paraíba, Pernambuco, Piauí, Goiás, Mato Grosso, Espírito Santo, Minas Gerais i Rio de Janeiro. 

## Morfologia
PokrójZrzucające liście drzewo lub krzew dorastające do 17 m wysokości.
LiścieBlaszka liściowa ma podługowato owalny kształt. Mierzy 6–32 cm długości oraz 2–11 cm szerokości, jest karbowana na brzegu lub niemal całobrzega, ma klinową nasadę i ostry wierzchołek. Ogonek liściowy jest nagi i dorasta do 3–10 mm długości.
KwiatySą zebrane w pęczki, rozwijają się w kątach pędów. Mają 5 działek kielicha o owalnym kształcie. Kwiaty mają 10 pręcików.
OwoceMają kulistawy kształt i osiągają 6–15 mm średnicy.

## Biologia i ekologia
Rośnie w lasach, na wysokości do 1200 m n.p.m.

## Zastosowanie
Drewno tego gatunku jest ciężkie i ma jednolitą jasnobrązową lub różowobrązową barwę. Jest dość proste w obróbce, sprawdza się podczas suszenia. Lokalnie jest używane do budowy domów.